# Фенько, Александр Константинович
Александр Константинович Фенько — советский кинорежиссёр и сценарист, автор художественных и документальных фильмов.

## Биография
Александр Фенько родился 24 ноября 1955 года в Баку. В 1978 году окончил Московский полиграфический институт, в 1986 году — Белорусский театрально-художественный институт по специальности «режиссура телевидения» (мастерская В. Третьякова). В 1987—1989 годах учился на Высших курсах сценаристов и режиссёров (мастерская Владимира Мотыля).
За свою режиссерскую карьеру снял всего 2 художественных фильма. Умер 23 августа 2008 года.

## Фильмография

### Режиссёр
- 1991 — Красный остров
- 1994 — Будулай, которого не ждут

### Сценарист
- 1991 — Красный остров

## Награды и премии
- Лауреат фестиваля Славянских фильмов (за фильм «Красный остров»), Прага, 1993 год.
- Лауреат фестиваля Национальной кинематографии в номинации «Лучшая режиссёрская работа» (за фильм «Красный остров»), Москва, 1994 год.
- Приз жюри на кинофестивале «Литература и кино» (за фильм «Красный остров»), Санкт-Петербург, 1997 год.